# 近缘紫萼藓
近缘紫萼藓（学名：Grimmia affinis），又名白毛紫萼藓，为紫萼藓科紫萼藓属下的一个种。